# La Vierge sur un banc
La Vierge sur un banc est une gravure sur bois en couleur réalisée entre 1510 et 1513 par l'artiste de la Renaissance allemande Hans Wechtlin.

## Iconographie
Avec sa Vierge sur un banc, Hans Wechtlin se confronte au thème de la Vierge à l'Enfant dans un jardin clos (hortus conclusus), largement traité par de nombreux artistes du Rhin supérieur avant lui. À l'instar de son concitoyen Hans Baldung, qui fait imprimer vers 1511 son estampe en couleur La Vierge et l'Enfant avec les anges dans un paysage, il se tourne vers la gravure du Maître E. S., La Vierge à l'Enfant, datée des années 1450-1467, copiant fidèlement la position de l'Enfant assis sur les genoux de sa mère et tenant un livre avec elle.
Il reprend aussi à l'estampe d'Albrecht Dürer La Sainte Famille aux trois lièvres, exécutée vers 1497, les motifs des trois rongeurs aux pieds de la Vierge, des deux anges dans les airs tenant la couronne au-dessus de Marie, ainsi que celui du muret derrière lequel se développe tout en profondeur un large paysage comprenant une étendue d'eau. Contrairement à Dürer, il choisit de faire courir le mur sur toute la largeur de l'image. Le jardin est parfaitement clos et seul le navire placé à l'aplomb de Marie offre une échappée, toute symbolique cependant car l'embarcation conduit le regard du spectateur vers les deux anges porteurs de couronne, annonce de l'Assomption de la Vierge.
Hans Wechtlin représente plusieurs éléments qui sont des symboles annonciateurs de la Passion du Christ ou qui participent à la définition emblématique de la Vierge. La treille chargée de raisins, symbole du sang versé par Jésus-Christ, court juste derrière l'Enfant sur le muret. À l'opposé et du côté de la Vierge, un vase occupe une niche au-dessus d'un rosier en fleur, motifs qui illustrent tous deux la pureté de la sainte. Les lièvres situés à ses pieds évoquent sa fertilité ou bien, par antinomie cette fois, sa chasteté. L'oiseau picorant au premier plan à gauche de l'image, dont il semble plus précisément qu'il s'agisse d'une caille, pourrait être considérée comme une seconde signature du peintre, le nom de Wechtlin dérivant du mot allemand Wachtel (« caille »).

## Technique
Cette scène intime est un des clairs-obscurs du peintre les plus aboutis techniquement. Le dessin des montagnes à l'arrière-plan, celui de l'épais nuage dans l'angle supérieur gauche, ou encore les reflets à la surface de l'étendue d'eau ne reposent que sur l'impression de la planche de couleur, aucune ligne de contour noire ne venant souligner ou appuyer les reliefs ou les modelés. Enfin, Hans Wechtlin parvient à donner une certaine matérialité au nimbe de la Vierge par un jeu délicat de transparence avec le muret à l'arrière-plan.